# Brigáda (jednotka)

Značka pro pěší brigádu v mapové symbolice NATO

Brigáda je vojenská jednotka obvykle menší než divize a větší než pluk. V závislosti na době a daném státu její velikost kolísala v rozmezí 2–5 praporů či pluků. Počet vojáků se různí od 1000 do 8000 (dle velikosti armády).
Někdy byla brigáda součástí dalších struktur (např. 2 nebo více brigád tvořilo divizi), často ale byla vytvářena jako zvláštní jednotka, která buďto fungovala samostatně, bez pevného navázání na vyšší struktury, či byla vybavena nějakým speciálním druhem výzbroje a byla přidělována jako doplněk k běžným pěším divizím, které mohly její služby potřebovat. Takové bylo po určitou dobu pojetí tankových, jezdeckých a lyžařských brigád kupříkladu v Rudé armádě v čase zimní války.